# 2002 Ейлер
2002 Ейлер (2002 Euler) — астероїд головного поясу, відкритий 29 серпня 1973 року.
Тіссеранів параметр щодо Юпітера — 3,497.
Названий на честь швейцарського математика та фізика Леонарда Ейлера.